# Jama pri Kuclerjevem kamnolomu
Jama pri Kuclerjevem kamnolomu je kraška jama, ki se nahaja na območju Drenovega griča–Lesnega Brda v Občini Vrhnika v osrednji Sloveniji. Leži na južnem obrobju Ljubljanskega barja, v bližini opuščenega kamnoloma Kucler, po katerem je jama dobila ime. Zaradi svoje lege, geološke sestave in biotske pestrosti ima pomembno naravoslovno in speleološko vrednost.

## Geografska lega
Jama se nahaja na nadmorski višini približno 340 metrov, med naseljema Drenov grič in Lesno Brdo. Vhod v jamo je umeščen v pobočje kraškega hriba, ki je del širšega apnenčastega grebena, značilnega za rob Ljubljanskega barja. V neposredni bližini jame se nahajajo ostanki nekdanjega kamnoloma, v katerem so v preteklosti pridobivali apnenec.

## Geologija in nastanek
Jama pri Kuclerjevem kamnolomu je nastala v zgornjekrednem apnencu, ki je v tej regiji razmeroma razširjen. Nastanek jame je posledica dolgotrajnega kemičnega raztapljanja apnenca s pomočjo rahlo kislih padavinskih in talnih voda. Procesi korozije in erozije so sčasoma ustvarili podzemne kanale, dvorane in ožje prehode, ki danes sestavljajo jamski sistem.
Po morfoloških značilnostih jama sodi med horizontalne jame z nekaj vertikalnimi deli. Skupna dolžina raziskanih rovov presega 200 metrov, globina pa doseže približno 25 metrov. Jama vsebuje več manjših dvoran, ozkih rovov in en krajši sifonski del, ki se občasno napolni z vodo.

## Hidrologija
Jama nima stalnega vodnega toka, vendar ob močnem deževju deluje kot ponor, kar potrjuje njeno povezavo s kraškim vodonosnikom. V deževnih obdobjih se v nekaterih delih jame pojavijo kapniške tvorbe in začasni tokovi, ki dodatno prispevajo k razvoju jamskih oblik.

## Biologija
Jama je življenjski prostor za številne specializirane jamske organizme, tako imenovane troglobionte. Med njimi so bile zabeležene nekatere vrste hroščev in pajkov, ki so prilagojeni na popolno temo in stalno vlažnost. Občasno se v jamo zatečejo tudi netopirji, ki jo uporabljajo kot zavetišče ali mesto za prezimovanje.
Poleg troglobiontov se v jami pojavljajo tudi različni troglofilni in troglokseni organizmi, med njimi nekatere vrste stonog, mokric in žuželk, ki le občasno vstopajo v jamsko okolje.

## Arheologija in paleontologija
Doslej v jami niso bila odkrita pomembnejša arheološka najdišča, vendar zaradi ugodne lege ni izključeno, da bi podrobnejše raziskave razkrile sledi prazgodovinske rabe jame. V nekaterih delih so našli kosti manjših sesalcev, ki bi lahko pričale o prisotnosti različnih živalskih vrst v preteklosti.

## Raziskovanje in varstvo
Jama pri Kuclerjevem kamnolomu je bila prvič dokumentirana v 20. stoletju s strani lokalnih jamarjev in speleološkega društva. V zadnjih desetletjih so bile izvedene podrobnejše topografske in biološke raziskave, ki so prispevale k boljšemu poznavanju njenih značilnosti.
Zaradi naravovarstvenih razlogov in krhkega jamskega okolja jama ni odprta za množične obiske, vstop je dovoljen zgolj z dovoljenjem in pod nadzorom ustreznih strokovnjakov. Lokalne oblasti in jamarska društva si prizadevajo za ohranjanje jame kot pomembnega naravnega spomenika.

## Pomen
Jama pri Kuclerjevem kamnolomu je pomembna z vidika naravne dediščine, saj predstavlja tipičen primer kraškega podzemlja v okolici Ljubljanskega barja. S svojim geološkim, hidrološkim in biološkim pomenom prispeva k razumevanju kraških procesov ter biodiverzitete podzemnega sveta v Sloveniji.